# Turistrute
En turistrute eller turistvej er en specielt udnævnt vej eller vandvej, som går igennem et område med naturlig eller kulturel skønhed. Udnævnelsen bliver sædvanligvis bestemt af en myndighed.

## Se ogå
- Margueritruten

| Turisme | Spire Denne artikel om turisme er en spire som bør udbygges. Du er velkommen til at hjælpe Wikipedia ved at udvide den. |